# Fluentum
Fluentum ist ein Privatmuseum für zeitgenössische Videokunst und Film im ehemaligen Hauptquartier der US-Armee in Berlin-Dahlem. In der Sammlung befinden sich unter anderem Werke renommierter Künstler wie Douglas Gordon, dem Fotografen Andreas Gursky und der Münchner Filmemacherin und Autorin Hito Steyerl. Darüber hinaus unterstützt Fluentum die Produktion neuer Werke beispielsweise von Omer Fast und Hiwa K und Sven Johne.

## Ausstellungsort
Die Ausstellungsräume befinden sich im repräsentativen Haupthaus des ehemaligen US-Hauptquartiers. Das Gebäude wurde 1936 bis 1938 als Administrationsgebäude und Kaserne für die Reichsluftwaffe nach Entwürfen des Architekten Fritz Fuß erbaut und gilt als ein Beispiel der Architektur des Nationalsozialismus. In der Nachkriegszeit und bis zum Abzug der US-Soldaten in 1994 nutzte das US-amerikanische Militär das Gebäude als Hauptquartier in West-Berlin. Während der darauffolgenden Phase des Leerstands diente der Ort wiederholt als Filmset für historische Inszenierungen wie die Hollywood-Blockbuster Operation Walküre oder Inglorious Basterds.
2016 erwarb der Berliner Software-Unternehmer Markus Hannebauer und Fluentum-Gründer das Haupthaus und ließ den denkmalgeschützten Bau von dem Architektenbüro Sauerbruch Hutton restaurieren und umgestalten. 2019 eröffnete Fluentum seine Räume mit einer Ausstellung des niederländischen Künstlers und Filmemachers Guido van der Werve. Neben dem Ausstellen von Werken aus der eigenen Sammlung liegt der Schwerpunkt auf thematisch ausgerichteten Gruppen- sowie umfangreichen Einzelausstellungen mit Neuproduktionen lokaler wie international arbeitenden Künstlern. Der komplexen Geschichte des Gebäudes, in dem Fluentum heute arbeitet, wird in verschiedenen Ausstellungs- und Publikationsprojekten kritisch nachgegangen. Fluentum ist aktuell freitags und samstags ohne Voranmeldung für Publikum geöffnet.

## Sammlung
Die Privatsammlung befindet sich seit 2010 im Aufbau umfasst inzwischen über 70 Werke von mehr als 60 Künstlern, darunter von: 
- Hito Steyerl
- William Kentridge
- Sven Johne
- Christian Jankowski
- Raphaela Vogel
- Omer Fast
- Douglas Gordon
- Andreas Gursky
- Christian Falsnaes
- Dani Gal
- Cyrill Lachauer
- Klaus vom Bruch
- Marcel Odenbach

## Publikationen
Anlässlich der Einzelausstellungen publiziert Fluentum Künstlermonographien, die in renommierten Kunstbuchverlagen erscheinen:
- Guido van der Werve: Number eight, nine, twelve, thirteen, fourteen, seventeen. Berlin 2019. Kerber Verlag. ISBN 978-3-7356-0601-3[9]
- Christian Jankowski: Sender and Receiver. Berlin 2021. Kerber Verlag. ISBN 978-3-7356-0756-0[10]
- Anja Kirschner: UNICA. Berlin 2022. Distanz Verlag. ISBN 978-3-95476-503-4[11]

Zur Historie des Ausstellungsortes publiziert Fluentum unter anderem mit wissenschaftlicher Unterstützung des AlliiertenMuseum eine umfangreiche Publikationsreihe:
- In Medias Res#1: Histories Read Across, Mailand 2021. ISBN 978-88-6749-516-0[12]
- In Medias Res #2: Architecture in Motion, Mailand 2022. ISBN 978-88-6749-528-3[13]